# Archibasis mimetes
Archibasis mimetes – gatunek ważki z rodziny łątkowatych (Coenagrionidae). Występuje w północnej Australii, na Nowej Gwinei i wyspach Archipelagu Bismarcka.